# Sybra emarginata
Sybra emarginata là một loài bọ cánh cứng trong họ Cerambycidae.